# Винарово (Старозагорская область)
Винарово (болг. Винарово) — село в Болгарии. Находится в Старозагорской области, входит в общину Чирпан. Население составляет 283 человека.

## Политическая ситуация
В местном кметстве Винарово, в состав которого входит Винарово, должность кмета (старосты) исполняет Бонка Славова Костова (независимый) по результатам выборов.
Кмет (мэр) общины Чирпан — Васил Георгиев Донев (коалиция: Политическое движение социал-демократов (ПДСД) и Объединённый блок труда (ОБТ)) по результатам выборов в правление общины.